# نادي كاظمة
نادي كاظمة الرياضي نادي كرة قدم كويتي يلقبه أنصاره بالسفير لتمثيله الكويت خارجياً في فترة من الفترات تمثيل مشرف. تأسس في 31 أغسطس 1964 وبعد من أشهر فرق كرة القدم الكويتية، وله العديد من الإنجازات على المستوى المحلي والخليجي، لكنه لم يحصل على أية بطولات على المستوى القاري. من أشهر النجوم الذي أنجبهم هذا النادي ناصر الغانم وعبد الله معيوف وحمود فليطح ويوسف سويد وعبد العزيز الهندي وبدر حجي ويوسف الدوخي والحارس خالد الفضلي، ومن النجوم الحاليين يوسف ناصر وشهاب كنكوني وفهد الفهد وعبد الله الظفيري. يقع النادي في منطقة العديلية، إحدى مناطق العاصمة الكويتية مدينة الكويت إلى جانب مبنى الاتحاد الكويتي لكرة القدم. ويسمى ملعب الكرة ستاد الصداقة والسلام ويتسع لحوالي 16،000 ألف متفرج.

## تأسيس وتسمية النادي
تأسس في دولة الكويت عام 1964 نادي كاظمة الرياضي لمدة غير محدودة، وقد أشهر بتاريخ 31 أغسطس 1964 تحت رقم (31)، وأعيد إشهار نظامه الأساسي طبقاً لاحكام المرسوم بقانون رقم (42) لسنة 1978 في شأن الهيئات الرياضية وتعديلاته، ثم أعيد إشهار نظامه الأساسي بقرار الهيئة العامة للشباب والرياضة رقم (121) لسنة 1995 طبقاً للنظام الأساسي النموذجي للأندية الرياضية الصادر به قرار الهيئة رقم (531) لسنة 1994 المعدل بالقرارين رقمي (575) لسنة 1994، (91) لسنة 1995.

### لمحة تاريخية
رأت اللجنة التأسيسية إطلاق اسم كاظمة على النادي لما لهذا الاسم من أهمية في التاريخ، فكانت (كاظمة) من المواقع المعروفة لدى العرب في الجاهلية وصدر الإسلام وقد سكنتها قبيلتا أياد وبكر بن وائل من كبريات القبائل العربية وفيها وقعت المعركة الفاصلة في الإسلام (معركة ذات السلاسل) بين المسلمين بقيادة خالد بن الوليد وبين الفرس بقيادة هرمز في شهر محرم سنة 12 هجرية مارس 623 ميلادية وقد انتصر فيها المسلمون ووقعت المعركة داخل الحدود الكويتية الحالية بمنطقة كاظمة شمال دولة الكويت.
وتقع منطقة كاظمة على بعد أربعين كيلو متر شمالي مدينة الكويت على ساحل جون الكويت وقد تغنى بها الشعراء أمثال امرؤ القيس والبعيث والبحتري والفرزدق وجرير وذي الرمه ومهيار الديلمي والبوصيري وبديع الزمان الهمذاني وغيرهم. وقد أشارت بعثة الآثار الدانماركية عن وجود حضارات من العصر الحجري على مقربه من (كاظمة).

## رؤساء النادي
ترأس نادي كاظمة منذ تأسيسه 6 رؤساء في 7 فترات رئاسية وهم على النحو التالي:
- أكتوبر 1964 - أكتوبر 1965:  أحمد خالد الفوزان
- نوفمبر 1965 - يونيو 1995:  يوسف عبد الله شاهين الغانم
- يونيو 1995 - سبتمبر 1995:  عبد الله الدخيل الرشيد
- سبتمبر 1995 - مايو 1997:  سليمان محمد صالح العدساني
- مايو 1997 - مايو 2000:  خالد ناصر الصانع
- مايو 2000 - مايو 2006:  سليمان محمد صالح العدساني
- مايو 2006 - إلى الآن:  أسعد البنوان

## أبرز اللاعبين
| - ناصر الغانم - حمود فليطح - يوسف سويد - آدم مرجان - عبد الله معيوف - جمال القبندي - خالد الشمري (حارس مرمى) - أيمن الحسيني - يوسف الدوخي - بدر حجي - عصام سكين - صقر الملا - عبد العزيز الهندي - خالد الفضلي - أحمد المطيري | - أحمد الفضلي - خالد الشمري - فهد الفهد - فهد العنزي - شهاب كنكوني - يوسف ناصر - محمد حسين - يونس المشيفري - إسماعيل العجمي - فوزي بشير - سعيد الشون - عصام فايل - هاشم صالح | - أليكس سوميان - محمد فضل - خالد الغندور - محمد بركات - أحمد فتحي - عمرو سماكة - حسن شحاتة - عبدو جامح - صامويل جونسون - جمال محمد - نادر الترهوني - حماده بركات - إيمانويل إيزوكام - إبراهيما با |

### لاعبو البطولات الكبرى
| كأس آسيا 1980 - الكويت - ناصر الغانم - حمود فليطح - يوسف سويد - آدم مرجان - عبد الله معيوف |  | كأس العالم لكرة القدم 1982 - الكويت - ناصر الغانم - جمال القبندي - حمود فليطح - يوسف سويد - آدم مرجان - عبد الله معيوف |  | كأس آسيا 1984 - الكويت - جمال القبندي - حمود فليطح - يوسف سويد |  | كأس آسيا 1996 - الكويت - فواز الأحمد - يوسف الدوخي - أيمن الحسيني - بدر حجي - عصام سكين |  | كأس آسيا 2000 - الكويت - فلاح المجيدي - أحمد المطيري - ناصر العمران - شهاب كنكوني - عصام سكين |  | كأس آسيا 2004 - الكويت - فهد الحمد - نواف الحميدان - خالد الشمري - شهاب كنكوني |  | كأس آسيا 2011 - الكويت - فهد العنزي - يوسف ناصر |

## أبرز المدربين
| - 1985–1990: إيدي فيرماني - 1994–1996: ميلان ماتشالا - 1997–1999: ثيو بوكير - 1999: آدم مرجان - 2000–2001: فوزي إبراهيم - 2002–2003: ألفريد كازميرو - 2003–2004: خوليو سيزار ليل - 2004–2005: يوهان بوسكامب - 2005–2006: زلاتكو كرمبرتك | - 2006–2007: خوسيه أنتونيو غاريدو - 2007–2008: مارينكو كولجانين - 2008: آدم مرجان - 2008–2009: روبرتو دو كارمو - 2009–2010: إيلي بلاتشي - 2010–2012: ميلان ماتشالا - 2013–2012: رادوفيلج - 2015–2013: جسنير دا سيفا - 2015–حتى الآن: فلورين ماترويل |  |

## إنجازات النادي على صعيد كرة القدم
| البطولة                          | العدد  | الأعوام                                                                                       |        |        |        |
| الدوري                           | الدوري | الدوري                                                                                        | الدوري | الدوري | الدوري |
| -------------------------------- | ------ | --------------------------------------------------------------------------------------------- | ------ | ------ | ------ |
| الدوري الكويتي البطل             | 4      | 1985/1986 – 1986/1987 – 1993/1994– 1995/1996                                                  |        |        |        |
| دوري الدرجة الأولى الكويتي البطل | 1      | 1969/1968                                                                                     |        |        |        |
| دوري بلو لكرة القدم - البطل      | 1      | 2024-25                                                                                       |        |        |        |
| الكؤوس المحلية                   |        |                                                                                               |        |        |        |
| كأس الأمير البطل                 | 8      | 1981/1982 - 1984/1983 - 1989/1990 - 1993/1994 - 1994/1995 - 1997/1998 - 2010/2011 - 2022/2021 |        |        |        |
| كأس ولي العهد البطل              | 1      | 1994/1995                                                                                     |        |        |        |
| كأس الاتحاد الكويتي البطل        | 1      | 2015/2016                                                                                     |        |        |        |
| كأس الخرافي البطل                | 2      | 2003/2004 - 2006/2007                                                                         |        |        |        |
| كأس الحساوي البطل                | 1      | 2006/2007                                                                                     |        |        |        |
| كأس الشهيد البطل                 | 1      | 1997                                                                                          |        |        |        |
| البطولات الخليجية                |        |                                                                                               |        |        |        |
| كأس الخليج للأندية البطل         | 2      | 1987 - 1994                                                                                   |        |        |        |

## تشكيلة الفريق الحالية
- آخر تحديث: 1 سبتمبر 2015.

ملاحظة: تشير الأعلام إلى المنتخب بحسب قواعد الأهلية المعتمدة من قبل الفيفا؛ تنطبق بعض الاستثناءات المحدودة. وقد يحمل اللاعبون أكثر من جنسية لا تعترف بها الفيفا.
| الرقم | البلد  | المركز | اللاعب            |
| ----- | ------ | ------ | ----------------- |
| 3     | الكويت | مدافع  | عبد العزيز رسام   |
| 5     | الكويت | مدافع  | احمد سمير         |
| 5     | الكويت | مدافع  | محمد خالد         |
| 6     | الأردن | مدافع  | علي عتيق          |
| 7     | الكويت | مدافع  | بدر ذكر الله      |
| 8     | الكويت | وسط    | مشاري العازمي     |
| 9     | الكويت | وسط    | حمد النصار        |
| 10    | الكويت | مهاجم  | يوسف ناصر         |
| 11    | الكويت | مدافع  | عبد الرحمن البناي |
| 12    | الكويت | وسط    | حمد الحربي        |
| 13    | الكويت | مدافع  | ناصر الوهيب       |
| 14    | الكويت | مهاجم  | ناصر العويهان     |
| 15    | الكويت | مهاجم  | علي أشكناني       |
| 17    | الكويت | وسط    | محمد الداوود      |

| الرقم | البلد         | المركز | اللاعب               |
| ----- | ------------- | ------ | -------------------- |
| 18    | الكويت        | وسط    | ناصر الفرج           |
| 20    | الكويت        | مدافع  | محمد الهدهود         |
| 21    | الكويت        | حارس   | حسين كنكوني          |
| 22    | الكويت        | حارس   | عبد العزيز فتحي كميل |
| 23    | الكويت        | حارس   | بدر الصعنون          |
| 25    | الكويت        | مدافع  | سلطان صلبوخ          |
| 29    | الكويت        | مهاجم  | عبد الله الظفيري     |
| 30    | الكويت        | وسط    | مشاري العبيدان       |
| 31    | بوليفيا       | وسط    | جسماني كامبوس        |
| 34    | البرازيل      | مدافع  | أليكس دي ليما        |
| 38    | الكويت        | مدافع  | علي المشموم          |
| 99    | تيمور الشرقية | مهاجم  | باتريك فابيانو ألفيس |

## المواسم الأخيرة
| الموسم  | الدوري الكويتي | كأس ولي العهد | كأس الأمير   |
| ------- | -------------- | ------------- | ------------ |
| 2000–01 | 4              | الوصيف        | الوصيف       |
| 2001–02 | 5              | الدور الأول   | ربع النهائي  |
| 2002–03 | 3              | الدور الأول   | الدور الأول  |
| 2003–04 | 5              | نصف النهائي   | نصف النهائي  |
| 2004–05 | 6              | الدور الأول   | الوصيف       |
| 2005–06 | 5              | ربع النهائي   | ربع النهائي  |
| 2006–07 | الوصيف         | الوصيف        | ربع النهائي  |
| 2007–08 | 5              | ربع النهائي   | ربع النهائي  |
| 2008–09 | الوصيف         | نصف النهائي   | ربع النهائي  |
| 2009–10 | 4              | ربع النهائي   | نصف النهائي  |
| 2010–11 | 4              | الدور الأول   | البطل        |
| 2011–12 | 6              | الدور الأول   | الوصيف       |
| 2012–13 | 8              | نصف النهائي   | نصف النهائي  |
| 2013–14 | 4              | الدور الثالث  | الدور الثاني |
| 2014–15 | 6              | ربع النهائي   | ربع النهائي  |

أكبر النتائج
- في آسيا

1987:كاظمة 3–0  المحرق
1988:كاظمة 3–0  الشارقة
1996:كاظمة 9–0  ظفار
1996:كاظمة 3–0  صور
2012:كاظمة 3–0  إيست بنغال
- وديات

2008: كاظمة 7–1  نادي سبارتاك تيرنافا
2009: كاظمة 1–1  الإسماعيلي
2009: كاظمة 1–1  نادي برشلونة

## المشوار الآسيوي
- بطولة الأندية الآسيوية: 4 مشاركات

1988: دور المجموعات
1989: دور المجموعات
1995: دور الأول
1997: دور الثاني
- كأس الاتحاد الآسيوي: مشاركاتين

2010: ربع النهائي
2012: دور ال 16
- كأس الكؤوس الآسيوية: 4 مشاركات

1991–92: ربع النهائي
1995–96: ربع النهائي
1997–98: الدور الثاني
1998–99: ربع النهائي
| Competition                    | Round                       | Country                     | Club                                   | Home                                               | Away                                               |
| بطولة الأندية الآسيوية 1987    | بطولة الأندية الآسيوية 1987 | بطولة الأندية الآسيوية 1987 | بطولة الأندية الآسيوية 1987            | بطولة الأندية الآسيوية 1987                        | بطولة الأندية الآسيوية 1987                        |
| ------------------------------ | --------------------------- | --------------------------- | -------------------------------------- | -------------------------------------------------- | -------------------------------------------------- |
| دوري أبطال آسيا                | Q1                          | السعودية                    | نادي الهلال (السعودية)                 | 0–1                                                | 0–1                                                |
|                                | Q1                          | البحرين                     | نادي المحرق                            | 3–0                                                | 3–0                                                |
|                                | Q1                          | الإمارات العربية المتحدة    | النصر                                  | 1–0                                                | 1–0                                                |
|                                | Q1                          | سلطنة عمان                  | نادي فنجاء                             | 2–0                                                | 2–0                                                |
|                                | GS                          | اليابان                     | طوكيو فيردي                            | 1–2                                                | 1–2                                                |
|                                | GS                          | الصين                       | August 1st ‏                            | 1–0                                                | 1–0                                                |
|                                | GS                          | ماليزيا                     | ولاية اتحادية (ماليزيا)                | 1–1                                                | 1–1                                                |
| بطولة الأندية الآسيوية 1988–89 |                             |                             |                                        |                                                    |                                                    |
| دوري أبطال آسيا                | Q1                          | البحرين                     | نادي الرفاع                            | 2–0                                                | 2–0                                                |
|                                | Q1                          | سلطنة عمان                  | نادي فنجاء                             | 3–1                                                | 3–1                                                |
|                                | Q1                          | الإمارات العربية المتحدة    | نادي الشارقة                           | 3–0                                                | 3–0                                                |
|                                | Q1                          | السعودية                    | نادي الاتفاق (السعودية)                | 1–1                                                | 1–2                                                |
|                                | GS                          | الهند                       | نادي موهون باغان                       | 1–0                                                | 1–0                                                |
|                                | GS                          | العراق                      | نادي الرشيد الرياضي                    | 0–2                                                | 0–2                                                |
|                                | GS                          | الصين                       | Guangdong                              | 1–1                                                | 1–1                                                |
| 1992                           |                             |                             |                                        |                                                    |                                                    |
| كأس أبطال الكؤوس الآسيوية      | R1                          | قطر                         | نادي السد (قطر)                        | 1–1 (2–4ركلات جزاء ترجيحية (كرة قدم))              | 1–1                                                |
|                                | QF                          | السعودية                    | نادي النصر (السعودية)                  | 0–1                                                | 1–2                                                |
| 1994–95                        |                             |                             |                                        |                                                    |                                                    |
| دوري أبطال آسيا                | R1                          | قطر                         | النادي العربي (قطر)                    | 2–1                                                | 0–1                                                |
| 1996                           |                             |                             |                                        |                                                    |                                                    |
| كأس أبطال الكؤوس الآسيوية      | R1                          | سلطنة عمان                  | نادي عمان (عمان)                       | 3–1                                                | 1–1                                                |
|                                | R2                          | الإمارات العربية المتحدة    | نادي العين                             | 2–0                                                | 4–1                                                |
|                                | QF                          | السعودية                    | نادي الرياض                            | 1–0                                                | 1–2                                                |
| 1996–97                        |                             |                             |                                        |                                                    |                                                    |
| دوري أبطال آسيا                | R1                          | سلطنة عمان                  | نادي ظفار                              | 9–0                                                | 1–1                                                |
|                                | R2                          | قطر                         | نادي الريان                            | 0–1                                                | 1–1                                                |
| 1998                           |                             |                             |                                        |                                                    |                                                    |
| كأس أبطال الكؤوس الآسيوية      | R1                          | البحرين                     | نادي البحرين                           | 2–2                                                | 3–2                                                |
|                                | R2                          | قطر                         | نادي الغرافة                           | 0–0                                                | 0–1                                                |
| 1999                           |                             |                             |                                        |                                                    |                                                    |
| كأس أبطال الكؤوس الآسيوية      | R1                          | الإمارات العربية المتحدة    | نادي الوحدة (الإمارات العربية المتحدة) | 2–0                                                | 3–2                                                |
|                                | R2                          | السعودية                    | نادي النصر (السعودية)                  | 3–0                                                | 1–2                                                |
|                                | QF                          | العراق                      | نادي الطلبة                            | –                                                  | –                                                  |
| 2010                           |                             |                             |                                        |                                                    |                                                    |
| كأس الاتحاد الآسيوي            | GS                          | لبنان                       | نادي العهد                             | 1–0                                                | 2–1                                                |
|                                | GS                          | سوريا                       | نادي الجيش (سوريا)                     | 0–1                                                | 1–0                                                |
|                                | GS                          | أوزبكستان                   | نادي نسف قرشي                          | 0–0                                                | 2–1                                                |
|                                | R16                         | الأردن                      | نادي شباب الأردن                       | 1–1 (وقت إضافي) (6–5 ركلات جزاء ترجيحية (كرة قدم)) | 1–1 (وقت إضافي) (6–5 ركلات جزاء ترجيحية (كرة قدم)) |
|                                | QF                          | سوريا                       | نادي الاتحاد (سوريا)                   | 0–1                                                | 2–3                                                |
| 2012                           |                             |                             |                                        |                                                    |                                                    |
| كأس الاتحاد الآسيوي            | GS                          | العراق                      | نادي أربيل                             | 1-2                                                | 1–1                                                |
|                                | GS                          | الهند                       | نادي إيست بنغال                        | 3-0                                                | 2-1                                                |
|                                | GS                          | اليمن                       | نادي العروبة (اليمن)                   | 1–1                                                | 2-1                                                |
|                                | R16                         | الأردن                      | نادي الوحدات                           | 1–2 (وقت إضافي)                                    | 1–2 (وقت إضافي)                                    |